# Парламентские выборы в Италии (1921)
Досрочные всеобщие парламентские выборы в Италии 1921 года прошли 15 мая. На них были выбраны 508 членов Палаты депутатов Королевства Италия.
Успешно выступил на выборах Национальный блок, объединивший в своих рядах часть либералов — сторонников премьер-министра Джованни Джолитти, фашистов Бенито Муссолини и националистов Энрико Коррадини. Итальянская социалистическая партия, ослабленная после выхода левого крыла, основавшего Коммунистическую партию Италии, потерял пятую часть своих депутатских мандатов, в то время как Итальянская народная партия смогла увеличить своё представительство в Палате депутатов. Социалисты в этот раз сильнее выступили в Ломбардии (41,9 %), чем в своих традиционных оплотах, Пьемонте (28,6 %), Эмилии-Романье (33,4 %) и Тоскане (31,0 %), где у них много голосов отобрали коммунисты (соответственно 11,9, 5,2 и 10,5 %). Народная партия подтвердила свой статус крупнейшей партии Венеции (36,5 %), а либеральные демократы как и прежде преуспели в большинстве южных регионов Италии.
Доля активных избирателей по сравнению с предыдущими выборами повысилась. В голосовании приняли участие 6 701 496 человек из 11 477 210 имевших право голоса (население Италии на тот момент составляло почти 38 млн), таким образом явка составила 58,39 %.

## Результаты выборов
| Партия                                              | Оригинальное название                           | Голоса     | %     | Места | Изменения |
| --------------------------------------------------- | ----------------------------------------------- | ---------- | ----- | ----- | --------- |
| Итальянская социалистическая партия                 | итал. Partito Socialista Italiano               | 1 631 435  | 24,69 | 123   | ▼33       |
| Итальянская народная партия                         | итал. Partito Popolare Italiano                 | 1 347 305  | 20,39 | 108   | ▲8        |
| Национальный блок                                   | итал. Blocchi Nazionali                         | 1 260 007  | 19,07 | 105   | новый     |
| Демократическая либеральная партия                  | итал. Partito Liberale Democratico              | 684 855    | 10,36 | 68    | ▼40       |
| Итальянская либеральная партия                      | итал. Italian Liberal Party                     | 470 605    | 7,12  | 43    | ▲2        |
| Итальянская социалистическая демократическая партия | итал. Partito Democratico Sociale Italiano      | 309 191    | 4,68  | 29    | ▼31       |
| Коммунистическая партия Италии                      | итал. Partito Comunista d'Italia                | 304 719    | 4,61  | 15    | новая     |
| Итальянская республиканская партия                  | итал. Partito Repubblicano Italiano             | 124 924    | 1,89  | 6     | ▼3        |
| Партия комбатантов                                  | итал. Partito dei Combattenti                   | 113 839    | 1,72  | 10    | ▼10       |
| Демократическая реформистская партия                | итал. Partito Democratico Riformista            | 112 087    | 1,70  | 11    | новая     |
| Список славян и немцев                              | итал. Liste di slavi e di tedeschi              | 88 648     | 1,34  | 9     | новая     |
| Экономическая партия                                | итал. Partito Economico                         | 53 382     | 0,81  | 5     | ▼2        |
| Партия независимых социалистов                      | итал. Partito Socialista Indipendente           | 37 892     | 0,57  | 1     | 0         |
| Партия диссидентов христиан-трудящихся              | итал. Partito Dissidente e Cristiano del Lavoro | 29 703     | 0,45  | 0     | новая     |
| Итальянский союз борьбы                             | итал. Fasci italiani di combattimento           | 29 549     | 0,45  | 2     | новая     |
| Недействительные голоса                             |                                                 | 93 355     | -     | -     |           |
| Всего                                               |                                                 | 6 701 496  | 100   | 508   |           |
| Зарегистрировано избирателей/Явка                   |                                                 | 11 477 210 | 58,39 |       | ▲1,81     |

1. ↑  Создана на базе Итальянской радикальной партии и блока «Либералы, демократы и радикалы»
2. ↑  Создана в результате объединения партий «Левая» и «Правая»
3. ↑  В некоторых округах выставил своих кандидатов отдельно от «Национального блока»